# لانگوسکو
لانگوسکو (به ایتالیایی: Langosco) یک کومونه در ایتالیا است که در استان پاویا واقع شده‌است.

## خصوصیات
لانگوسکو ۱۵٫۷ کیلومترمربع مساحت و ۴۶۷ نفر جمعیت دارد..